# 波茲南皇宮

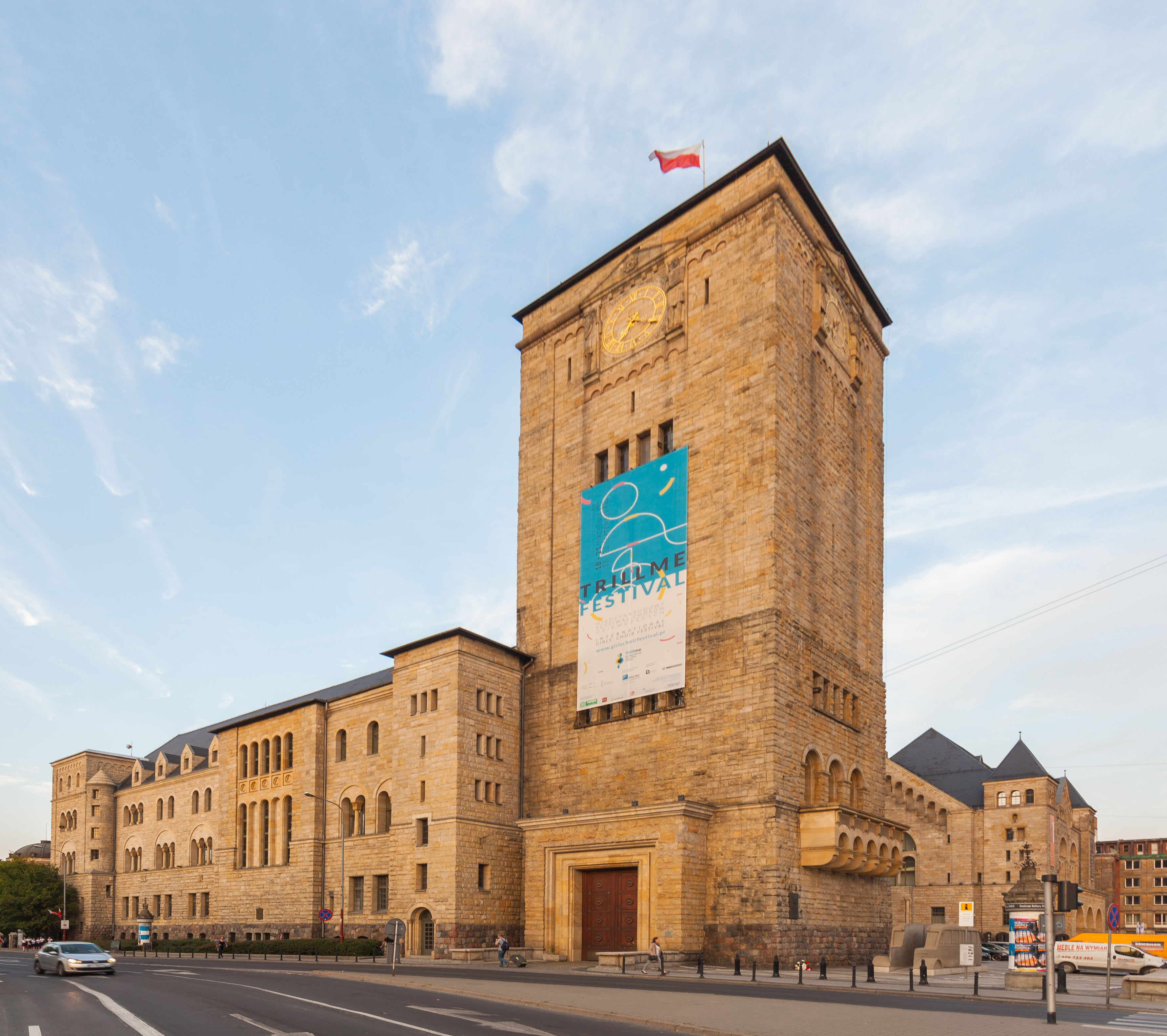
波茲南皇宮

波茲南皇宮（波蘭語：Zamek Cesarski w Poznaniu）是位於波蘭城市波茲南的一座宮殿建築。

## 历史
波茲南皇宮開始修建於1905年，在1910年竣工，當時波茲南仍然由德國統治。